# 山梨県道503号初狩停車場線

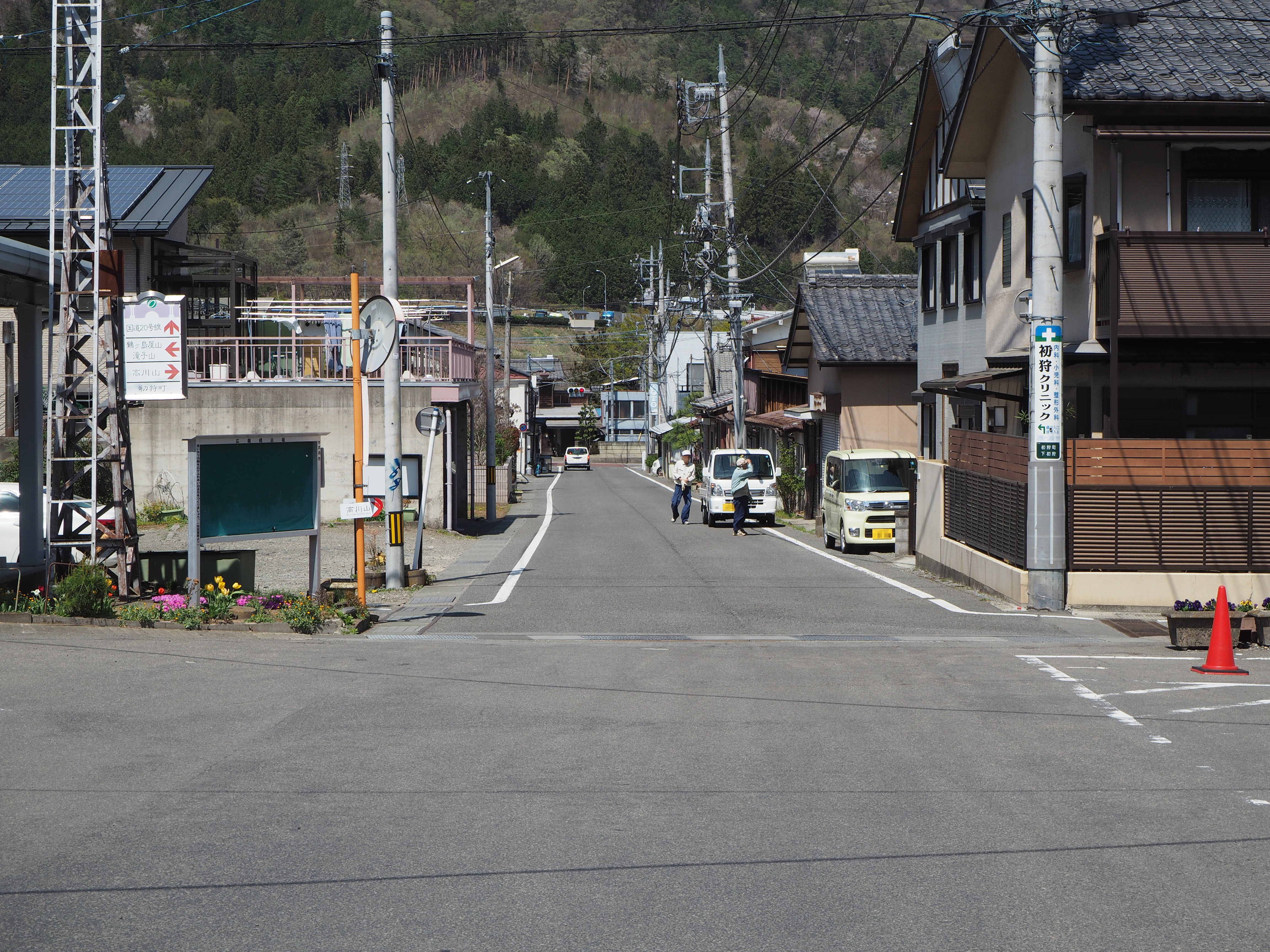
山梨県道503号（2018年4月）

山梨県道503号初狩停車場線（やまなしけんどう503ごう はつかりていしゃじょうせん）は、山梨県大月市を起点・終点とする一般県道である。

## 概要

### 路線データ
- 起点：山梨県大月市初狩町下初狩（中央本線初狩駅）
- 終点：山梨県大月市初狩町下初狩（初狩駅前交差点＝国道20号交点）

## 通過する自治体
- 山梨県大月市

## 交差・接続する道路
- 国道20号（大月市初狩町下初狩・初狩駅前交差点）

## 周辺
- 初狩郵便局